# Ryu Ji-hae
Ryu Ji-hae, född 10 februari 1976 i Busan, Sydkorea, är en sydkoreansk bordtennisspelare som tog OS-brons i damdubbel i Barcelona år 1996 tillsammans med Park Hae-jung. Fyra år senare återupprepades denna framgång, denna gång tillsammans med Kim Moo-kyo. Det blev även silver 1995 vid världsmästerskapen i Tianjin, silver och brons 1999 i Eindhoven, brons 2000 i Kuala Lumpur och brons 2001 Osaka.